# Presented to the Heart
Presented to the Heart je britanska verzija studijskega albuma Podarjeno srcu, ki je izšel leta 1990 pri založbah Mercury Records in Polygram. Skladbe so bile posnete v studiih Studio House, Abbey Road Studio 1 in Livingston Studio v Londonu, Studiu 26 RTV Ljubljana v Ljubljani in v studiu Master Control Studio v Los Angelesu. Pri snemanju so sodelovali številni znani izvajalci kot so Cliff Richard, Rick Wakeman, Londonski simfonični orkester, Slovenski oktet, Consortium Musicum, Komorni zbor RTV Ljubljana, The Hawkins Family in Luther Vandross. Avtor orkestralnih aranžmajev je Paul Buckmaster, avtor zborovskih aranžmajev pa Rick Wakeman.

## Seznam skladb
Avtor glasbe in besedil je Aleksander Mežek.
| A stran | A stran                                  | A stran |
| Št.     | Naslov                                   | Dolžina |
| ------- | ---------------------------------------- | ------- |
| 1.      | „Presented to the Heart‟                 | 6:42    |
| 2.      | „To Mother‟ (duet z Lynette Hawkins)     | 5:16    |
| 3.      | „To a Friend‟ (duet s Cliffom Richardom) | 4:43    |
| 4.      | „To a Poet‟                              | 5:26    |

| B stran | B stran                 | B stran |
| Št.     | Naslov                  | Dolžina |
| ------- | ----------------------- | ------- |
| 1.      | „The Old Musician‟      | 5:10    |
| 2.      | „Ljubljana in May‟      | 4:58    |
| 3.      | „Strong Is the Current‟ | 4:02    |
| 4.      | „Lullabye‟              | 3:41    |

## Zasedba
- Aleksander Mežek – vokal
- Davy Paton – bas
- Richard Cottle – sintetizatorji, klarinet
- Jeremy Stacy – bobni
- Ian Bairnson – električne kitare
- Saša Zalepugin (ml.) – akustične kitare
- Bill Elliott – klavir

### Gostje
- Cliff Richard (A3, B3)
- Rick Wakeman (A1-B4)
- Londonski simfonični orkester, dirigent Paul Buckmaster (A1, A3, A4, B2)
- Slovenski oktet (B2)
- Consortium Musicum (A1, A4)
- Komorni zbor RTV Ljubljana (A1, A4)
- The Hawkins Family (A2)
- Luther Vandross (B4)